# Октябревка
Октя́бревка (рос. Октябревка, башк. Октябревка) — присілок у складі Стерлібашевського району Башкортостану, Росія. Входить до складу Аллагуватської сільської ради.
Населення — 20 осіб (2010; 20 в 2002).
Національний склад:
- росіяни — 90%